# Aristaria dissona
Aristaria dissona är en fjärilsart som beskrevs av William Schaus 1913. Aristaria dissona ingår i släktet Aristaria och familjen nattflyn. Inga underarter finns listade i Catalogue of Life.